# Isolation (John Lennon)
Isolation è una canzone del 1970 scritta da John Lennon, che appare nel primo album ufficiale da solista dell'ex-Beatle: John Lennon/Plastic Ono Band.
Roger Waters, ex membro fondatore della band inglese Pink Floyd, cita Isolation come una delle sue canzoni preferite di tutti i tempi.

## Significato
La canzone fu scritta da John Lennon nel periodo di crisi più nera dopo la fine dell'avventura da Beatle. Le continue voci e critiche che circondavano l'autore e sua moglie Yōko Ono, insieme con la rottura della lunga e forte amicizia con Paul McCartney gettarono la coppia in una forte crisi, che diede a Lennon l'ispirazione per questo brano.

## Composizione
La musica è una lenta ballata, suonata al pianoforte. Il brano inizia con una breve introduzione, che è l'armonia della strofa. Questa armonia è peculiare, perché rappresenta un abile cromatismo della quinta dell'accordo fondamentale. Inizia con una quinta giusta, poi si sposta di semitono per semitono fino ad arrivare alla settima minore. Un simile espediente fu usato da Roger Waters per la canzone dei Pink Floyd The Gunner's Dream. Infatti il fondatore dei Pink Floyd ha definito Isolation una delle sue canzoni preferite.
La canzone presenta una variante, dove l'autore sembra sfogarsi, aumentando il tono della voce (registrata raddoppiata), diversamente dal resto del brano, dove il cantato rimane pacato.
La fine della canzone rende molto bene il titolo della stessa. Pronunciata la parola "isolation", il brano termina, lasciando nell'ascoltatore la sensazione di isolamento che sentiva Lennon.

## Reinterpretazioni
- Joe Cocker ne incluse una versione nel suo album del 1987 Unchain My Heart.
- La canzone fu reinterpretata dagli Snow Patrol nel 2005, per Make Some Noise, Amnesty International, che poi pubblicò l'album Instant Karma: The Amnesty International Campaign to Save Darfur nel 2007.
- Jeff Beck e Johnny Depp hanno pubblicato una loro versione del brano nel 2020, inserendola successivamente nel loro album collaborativo 18 del 2022.

## Formazione
I musicisti che registrarono il brano furono i seguenti:
- John Lennon: voce, pianoforte, organo
- Ringo Starr: batteria
- Klaus Voormann: basso elettrico